# Ufeus barometricus
Ufeus barometricus là một loài bướm đêm trong họ Noctuidae.